# 土ドラ (東海テレビ)
『土ドラ』（どドラ）は、東海テレビ（THK）の制作により、フジテレビ系列（クロスネット局を除く）において、2016年4月2日から毎週土曜日の23:40 - 翌0:35（JST）に放送されている連続テレビドラマ枠のひとつ。キャッチコピーは「土曜の夜は眠らせない」。
開始から2021年9月25日までは『オトナの土ドラ』（オトナのどドラ）と題していたが、2021年10月9日より、若年層にも訴求することを目的に、「オトナの」を外して『土ドラ』へと改題した。

## 概要
東海テレビは1964年5月から2016年3月まで半世紀あまりにわたって、月 - 金曜日13時台に昼ドラをフジテレビ系列にて全国放送してきたが、フジテレビの2016年4月改編によって、同系列の月 - 金曜日の13時台をフジテレビ制作の生放送番組に転換した（フジテレビでは同19時までの連続した約15時間をすべて生放送とする）。
この改編によって、2016年3月31日をもって昼ドラは廃枠となり、東海テレビ制作によるフジテレビ系列の全国放送のドラマ枠は、同年4月2日開始の当枠に移行することが、同年1月20日に発表された。
当初、フジテレビ制作の『土ドラ』（第2期）の制作局をフジテレビから東海テレビに移管して、放送枠を拡大すると報じられていたが、最終的にはフジテレビ制作の『土ドラ』（第2期）を廃枠とし、東海テレビ制作『オトナの土ドラ』を新枠として設置する格好となった。
連続ドラマ（週1回もの）は、1作品を3か月=1クールで通常展開しているが、このシリーズは2015年度までの昼ドラをほぼ踏襲する形で、2か月を1シリーズとしている。放送回数は一部を除いて全8話を統一しているが、2020年10月からの『さくらの親子丼』（第3シリーズ）は、オトナの土ドラ枠史上初の1クール（なおかつ最長）の全10話を放送し、以降1クール作も2021年1月期の『その女、ジルバ』（全10話）、2021年度10月期の『顔だけ先生』（左記作品と右記作品を1話上回る全11話を放送）、2022年10月期の『最高のオバハン 中島ハルコ』（シーズン2・全10話）と断続的に制作されるようになる。番組末尾5秒にはミニコーナーがあり（一部ないものもある）、次回のストーリーのヒントや、出演者の一言コメント、2023年度上半期に放送された3作品では、ドラマの劇中から3択クイズを出し、番組終了30分後までにホームページから応募し正解すると抽選でプレゼントがもらえた企画などがある。
『オトナの土ドラ』時代は、半世紀あまり昼ドラを制作してきた東海テレビであり、そもそもの枠名を「オトナの土ドラ」としているだけに、自ら「大人に向けた本格派ドラマ」を本枠のコンセプトに掲げ、公式サイトでも「土曜の夜はオトナのための“人間ドラマ”をお楽しみください」としている通り、放送されるドラマのジャンルは昼ドラ時代から得意なサスペンス・ミステリーが多く、そうでなくともコメディは『パパがも一度恋をした』『隕石家族』『その女、ジルバ』『最高のオバハン 中島ハルコ』と4作品しかない程、“重い”テーマの作品が多かった。一方、昼ドラ時代の代名詞だった程の得意ジャンル「ドロドロ愛憎劇」も『屋根裏の恋人』と『リカ』シリーズの2作品のみだった。
また、本枠はフジテレビ制作の五輪中継や大型特番以外にも、改編期にも東海テレビ制作の改編期単発バラエティ番組によって休止となることがある（本枠休止による単発ドラマ作品は後述）。
各作品の著作権は基本的に制作プロダクションに帰属するのも昼ドラ時代と同様。東海テレビが著作権を保有するのはWOWOWとの共同制作ドラマ程度であり、2025年3月現在、本枠で東海テレビの完全自社制作の作品は存在しなかったが、2025年3月に2週連続で放送される特別企画の『介護スナック ベルサイユ』が初めての東海テレビ完全自社制作となっている。この経緯から『パパがも一度恋をした』までは「制作著作：（制作プロダクション）、制作：東海テレビ」とクレジットされていたが、『隕石家族』からは「制作：東海テレビ、（制作プロダクション）」とクレジットされるようになった。
2019年8月期のドラマから番組連動データ放送が廃止された。
2021年10月期の『顔だけ先生』から、前述の通り枠名を「土ドラ」に変更することになった。これにより制作局は異なるが、「土ドラ」の名前が5年半ぶりに復活した。
なおCX系のゴールデン・プライムの連続ドラマ（一部の作品を除く）では、2010年代後半以後、多くの作品で解説放送（視覚障害者・弱視者向けの場面説明）を入れているが、当ゾーンは解説放送が実施されていない（一部のカンテレ制作の月曜22時、火曜23時でも解説のない作品がある）。
また、東海テレビ制作で唯一のフジテレビ系フルネットレギュラー番組である。

### 複数シリーズ継続作品
- さくらの親子丼（2017年 - 3シーズン継続　主演：真矢ミキ）
- 最高のオバハン 中島ハルコ（2021年 - 3シーズン継続 主演：大地真央）

### 映画化作品
- おっさんのパンツがなんだっていいじゃないか!（2024年　主演：原田泰造）

### 複数シリーズ継続及び映画化作品
- リカ（2019年 - 2シーズン継続　主演：高岡早紀）
- おいハンサム!!（2022年 - 2シーズン継続　主演：吉田鋼太郎）

### 続編を共同制作したほかの有料放送局で放送した作品
Season1を本枠で放送し、この体制で製作された作品には、作品名に『東海テレビ×WOWOW 共同製作連続ドラマ』の冠がつくのが恒例で、Season2をWOWOWの「連続ドラマW」で放送。その冠はWOWOWで放送され次第両局の並びが逆転して『WOWOW×東海テレビ 共同製作連続ドラマ』に置き換わる。
- 犯罪症候群（2017年 - 2シーズン継続 主演：玉山鉄二） - 『13』放送延期の影響を受け、2020年に本枠でSeason2を放送した。
- ミラー・ツインズ（2019年 - 2シーズン継続 主演：藤ヶ谷太輔〈Kis-My-Ft2〉） - 同上。
- 准教授・高槻彰良の推察（2021年 - 2シーズン継続 主演：伊野尾慧〈Hey! Say! JUMP〉） - 2022年に『土ドラ』への改名後の本枠でSeason2を放送した（1回2話）。
- ギフテッド（2023年 - 2シーズン継続 主演：増田貴久〈NEWS〉） - 1回2話。

### 海外放送局で制作されたドラマを翻案し、日本版にアレンジした作品
2020年現在、いずれも英国放送協会（BBC）グループのドラマが原案。
- オーファン・ブラック〜七つの遺伝子〜（2017 - 2018年　主演：知英） - 原案：BBCアメリカ（BBCのアメリカ法人）
- 13（2020年 主演：桜庭ななみ） - 原案：BBC「サーティーン/13 誘拐事件ファイル」

## 作品リスト
作品名の太字は1クール。
制作会社の記号は以下の通り。斜体字は制作協力。
（アルファベット順。制作著作・共同制作・制作協力共通）
- CT - キャンター
- DT - 大映テレビ
- EF - イースト・フィルム
- FC - フジクリエイティブコーポレーション（FCC）
- FE - ファインエンターテイメント
- HP - ホリプロ
- IC - The icon
- IZ - 泉放送制作
- KF - ケイファクトリー
- KM - カズモ
- KT - 共同テレビジョン（共テレ）
- MM - メディアミックス・ジャパン（MMJ）
- NB - 日本映画放送
- OP - オスカープロモーション
- SC - 松竹
- SW - スイッチ
- TP - テレパック
- UP - ユニオン映画
- US - アップサイド
- VF - ビデオフォーカス
- WW - WOWOW

放送開始・終了日の斜字体は日曜日になってからの放送を示す。

### 「オトナの土ドラ」枠

#### 2016年
| 番号 | 作品名                     | 放送開始 放送終了 | 制作会社 | 主演                   | 原作     | 脚本                                                      | プロデュース                 | 演出 監督         |
| ---- | -------------------------- | ----------------- | -------- | ---------------------- | -------- | --------------------------------------------------------- | ---------------------------- | ----------------- |
| 1    | 火の粉                     | 4月2日 5月28日    | KF       | ユースケ・サンタマリア | 雫井脩介 | 香坂隆史 高橋悠也                                         | 市野直親 高橋史典            | 森雅弘 竹村謙太郎 |
| 2    | 朝が来る                   | 6月5日 7月31日    | TP       | 安田成美               | 辻村深月 | 高橋麻紀                                                  | 松本圭右 渋谷未来 井上季子   | 古澤健 金子与志一 |
| 3    | ノンママ白書               | 8月13日 9月24日   | KT       | 鈴木保奈美             | 香山リカ | 伴一彦                                                    | 栗原美和子 後藤勝利 山崎淳子 | 佐藤祐市 松木創   |
| 4    | とげ 小市民 倉永晴之の逆襲 | 10月8日 11月26日  | UP       | 田辺誠一               | 山本甲士 | 三國月々子 大林利江子 小川眞住枝                          | 西本淳一 岩﨑文              | 本橋圭太 岡鶴純一 |
| 5    | リテイク 時をかける想い    | 12月3日 1月28日   | MM       | 筒井道隆               | -        | 橋本博行 秋山竜平 ペヤンヌマキ 長田育恵 長谷川徹 本多隆朗 | 後藤勝利 布施等 本郷達也     | 植田尚 小野浩司   |

#### 2017年
| 番号 | 作品名                                | 放送開始 放送終了 | 制作会社 | 主演       | 原作             | 脚本                  | プロデュース               | 演出 監督                    |
| ---- | ------------------------------------- | ----------------- | -------- | ---------- | ---------------- | --------------------- | -------------------------- | ---------------------------- |
| 6    | 真昼の悪魔                            | 2月4日 3月25日    | KF       | 田中麗奈   | 遠藤周作         | 香坂隆史              | 遠山圭介 高橋史典 馬場三輝 | 森雅弘                       |
| 7    | 犯罪症候群 （Season1）                | 4月8日 5月27日    | WW KT    | 玉山鉄二   | 貫井徳郎         | 篠崎絵里子 谷口純一郎 | 市野直親 青木泰憲 水野綾子 | 村上正典 都築淳一            |
| 8    | 屋根裏の恋人                          | 6月3日 7月22日    | DT       | 石田ひかり | -                | 旺季志ずか            | 後藤勝利 渡辺良介 熊谷理恵 | 中田秀夫 川村泰祐 大内舞子   |
| 9    | ウツボカズラの夢                      | 8月5日 9月30日    | SC       | 志田未来   | 乃南アサ         | 藤井清美 中村由加里   | 松本圭右 竹内絵唱          | 金子与志一 石川勝己          |
| 10   | さくらの親子丼                        | 10月7日 11月25日  | OP       | 真矢ミキ   | 清水有生         | 清水有生              | 遠山圭介 浦井孝行 村山太郎 | 阿部雄一 木内健人            |
| 11   | オーファン・ブラック 〜七つの遺伝子〜 | 12月2日 1月27日   | TP       | 知英       | 『ORPHAN BLACK』 | 青柳祐美子            | 松本佳右 渋谷未来 野田健太 | 村上牧人 渋谷未来 金子与志一 |

#### 2018年
| 番号 | 作品名                                | 放送開始 放送終了 | 制作会社 | 主演     | 原作     | 脚本              | プロデュース                   | 演出                | 備考     |
| ---- | ------------------------------------- | ----------------- | -------- | -------- | -------- | ----------------- | ------------------------------ | ------------------- | -------- |
| 12   | 家族の旅路 家族を殺された男と殺した男 | 2月3日 3月24日    | VF       | 滝沢秀明 | 小杉健治 | いずみ玲          | 西本淳一 大久保直実 坪ノ内俊也 | 国本雅広 村松弘之   | [ 注 1 ] |
| 13   | いつまでも白い羽根                    | 4月7日 5月26日    | IZ       | 新川優愛 | 藤岡陽子 | 小松江里子        | 市野直親 島崎敏樹 壁谷悌之     | 阿部雄一            | -        |
| 14   | 限界団地                              | 6月2日 7月28日    | KF       | 佐野史郎 | -        | 香坂隆史          | 遠山圭介 高橋史典 馬場三輝     | 湯浅典子 千葉行利   | -        |
| 15   | いつかこの雨がやむ日まで              | 8月4日 9月29日    | TP       | 渡辺麻友 | -        | 髙橋麻紀 佐藤奈央 | 松本圭右 渋谷未来 井上季子     | 金子与志一 雫石瑞穂 | -        |
| 16   | 結婚相手は抽選で                      | 10月6日 11月24日  | KT       | 野村周平 | 垣谷美雨 | 関えりか 川嶋澄乃 | 河角直樹 山崎淳子              | 石川淳一 紙谷楓     | -        |
| 17   | さくらの親子丼2                       | 12月1日 1月26日   | OP       | 真矢ミキ | 清水有生 | 清水有生          | 河角直樹 浦井孝行 村山太郎     | 谷川功 木内健人     | -        |

#### 2019年
| 番号 | 作品名                                    | 放送開始 放送終了 | 制作会社 | 主演                     | 原作       | 脚本                | プロデュース                        | 演出 監督                  |
| ---- | ----------------------------------------- | ----------------- | -------- | ------------------------ | ---------- | ------------------- | ----------------------------------- | -------------------------- |
| 18   | 絶対正義                                  | 2月2日 3月24日    | FC       | 山口紗弥加               | 秋吉理香子 | 仁志光佑 谷岡由紀   | 浅野澄美 郷田悠                     | 西浦正記 浅見真史          |
| 19   | ミラー・ツインズ（Season1）               | 4月6日 5月25日    | WW TP    | 藤ヶ谷太輔（Kis-My-Ft2） | -          | 高橋悠也            | 市野直親 青木泰憲 黒沢淳            | 村上正典 池澤辰也          |
| 20   | 仮面同窓会                                | 6月1日 7月21日    | FE       | 溝端淳平                 | 雫井脩介   | 山岡潤平            | 遠山圭介 森川真行 石塚清彦 清家優輝 | 内藤瑛亮 菊地健雄          |
| 21   | それぞれの断崖                            | 8月3日 9月21日    | VF       | 遠藤憲一                 | 小杉健治   | 洞澤美恵子          | 西本淳一 大久保直実                 | 村松弘之 藤木靖之 遠藤光貴 |
| 22   | リカ                                      | 10月5日 11月30日  | KT       | 高岡早紀                 | 五十嵐貴久 | 牟田桂子 嶋田うれ葉 | 栗原美和子 河角直樹 芳川茜          | 松木創 菊川誠 下向英輝     |
| 23   | 悪魔の弁護人・御子柴礼司 〜贖罪の奏鳴曲〜 | 12月7日 1月25日   | DT       | 要潤                     | 中山七里   | 泉澤陽子 戸田彬弘   | 松本圭右 渡辺良介 椋尾由布子        | 村谷嘉則 松田祐輔 稲葉正宏 |

#### 2020年
| 番号 | 作品名                        | 放送開始 放送終了 | 制作会社 | 主演                     | 原作         | 脚本                         | プロデュース                        | 演出 監督                           | 備考     |
| ---- | ----------------------------- | ----------------- | -------- | ------------------------ | ------------ | ---------------------------- | ----------------------------------- | ----------------------------------- | -------- |
| 24   | パパがも一度恋をした          | 2月1日 3月22日    | IC       | 小澤征悦                 | 阿部潤       | 田中眞一 福島三郎 山下すばる | 浅野澄美 郷田悠                     | 河角直樹 松本圭右 古林都子 髙石明彦 | -        |
| 25   | 隕石家族                      | 4月11日 5月30日   | KF       | 羽田美智子               | 小松江里子   | 小松江里子                   | 松崎智宏 千葉行利 宮川晶            | 竹村謙太郎 千葉行利 富田和成        | -        |
| 26   | 犯罪症候群（Season2）         | 6月6日 6月27日    | WW KT    | 谷原章介                 | 貫井徳郎     | 篠崎絵里子 谷口純一郎        | 市野直親 青木泰憲 水野綾子          | 村上正典 都築淳一                   | -        |
| 27   | ミラー・ツインズ（Season2）   | 7月4日 7月25日    | WW TP    | 藤ヶ谷太輔（Kis-My-Ft2） | -            | 高橋悠也                     | 市野直親 青木泰憲 黒沢淳            | 村上正典 池澤辰也                   | -        |
| 28   | 13 サーティーン               | 8月1日 8月22日    | FC       | 桜庭ななみ               | 『Thirteen』 | 浅野妙子                     | 遠山圭介 浅野澄美                   | 水田成英                            | [ 注 2 ] |
| 29   | 恐怖新聞                      | 8月29日 10月10日  | SC       | 白石聖                   | つのだじろう | 高山直也                     | 後藤勝利 小松貴子 齋藤寛之 竹内絵唱 | 中田秀夫 服部大二 井上昌典          | -        |
| 30   | さくらの親子丼（第3シリーズ） | 10月17日 12月19日 | US OP    | 真矢ミキ                 | 清水有生     | 清水有生                     | 河角直樹 中頭千廣 浦井孝行 岸川正史 | 阿部雄一 谷川功 最知由暁斗          | [ 注 3 ] |

#### 2021年（「オトナの土ドラ」枠）
| 番号 | 作品名                                   | 放送開始 放送終了 | 制作会社 | 主演                       | 原作       | 脚本            | プロデュース                        | 演出 監督                      | 備考     |
| ---- | ---------------------------------------- | ----------------- | -------- | -------------------------- | ---------- | --------------- | ----------------------------------- | ------------------------------ | -------- |
| 31   | その女、ジルバ                           | 1月9日 3月13日    | TP       | 池脇千鶴                   | 有間しのぶ | 吉田紀子        | 遠山圭介 松本圭右 雫石瑞穂 黒沢淳   | 村上牧人 根本和政              | [ 注 4 ] |
| 32   | リカ 〜リバース〜                        | 3月20日 4月3日    | KT       | 高岡早紀                   | 五十嵐貴久 | 本田隆朗        | 栗原美和子                          | 松木創                         |          |
| 33   | 最高のオバハン 中島ハルコ（第1シリーズ） | 4月10日 5月29日   | IC       | 大地真央                   | 林真理子   | 西荻弓絵        | 松本圭右 古林都子 渋谷未来 後藤勝利 | 大谷健太郎 金子与志一 渋谷未来 |          |
| 34   | #コールドゲーム                          | 6月6日 7月24日    | KF       | 羽田美智子                 | 小松江里子 | 小松江里子      | 松崎智宏 宮川昌                     | 千葉行利 後藤庸介              |          |
| 35   | 准教授・高槻彰良の推察（Season1）        | 8月7日 9月25日    | WW TP    | 伊野尾慧（Hey! Say! JUMP） | 澤村御影   | 藤井清美 伊藤崇 | 青木泰憲 市野直親                   | 池澤辰也 守下敏行 室井岳人     |          |

### 「土ドラ」枠

#### 2021年（「土ドラ」枠）
| 番号 | 作品名     | 放送開始 放送終了 | 制作会社 | 主演     | 原作 | 脚本                       | プロデュース               | 演出            | 備考     |
| ---- | ---------- | ----------------- | -------- | -------- | ---- | -------------------------- | -------------------------- | --------------- | -------- |
| 36   | 顔だけ先生 | 10月9日 12月18日  | SW       | 神尾楓珠 | -    | 水野宗徳 櫻井智也 秋山竜平 | 後藤勝利 中頭千廣 池田禎子 | 原桂之介 白川士 | [ 注 5 ] |

#### 2022年
| 番号 | 作品名                                   | 放送開始 放送終了 | 制作会社 | 主演                              | 原作              | 脚本                         | プロデュース                               | 演出 監督                    | 備考     |
| ---- | ---------------------------------------- | ----------------- | -------- | --------------------------------- | ----------------- | ---------------------------- | ------------------------------------------ | ---------------------------- | -------- |
| 37   | おいハンサム!!                           | 1月8日 2月26日    | NB       | 吉田鋼太郎                        | 伊藤理佐          | 山口雅俊                     | 山口雅俊 遠山圭介 塚田洋子 藤井理子 森正文 | 山口雅俊                     |          |
| 38   | 准教授・高槻彰良の推察（Season2）        | 3月5日 3月26日    | WW TP    | 伊野尾慧（Hey! Say! JUMP）        | 澤村御影          | 藤井清美 伊藤崇              | 青木泰憲 市野直親                          | 池澤辰也 守下敏行 室井岳人   | [ 注 6 ] |
| 39   | クロステイル 〜探偵教室〜                | 4月9日 5月28日    | TP       | 鈴鹿央士                          | 八津弘幸          | 八津弘幸 吉田真侑子 福田卓郎 | 河角直樹 松崎智宏 藤尾隆 石井満梨奈        | 六車俊治 舞原賢三 石井満梨奈 |          |
| 40   | 僕の大好きな妻!                          | 6月4日 7月23日    | US       | 百田夏菜子（ももいろクローバーZ） | 亀山聡 ナナトエリ |                              |                                            |                              |          |
| 41   | 個人差あります                           | 8月6日 9月24日    | KT       | 夏菜 新川優愛 白洲迅              | 日暮キノコ        |                              |                                            |                              |          |
| 42   | 最高のオバハン 中島ハルコ（第2シリーズ） | 10月8日 12月10日  | IC       | 大地真央                          | 林真理子          | 西荻弓絵                     | 松本圭右 古林都子 後藤勝利                 | 山田信義 金子与志一 渋谷未来 | [ 注 7 ] |

#### 2023年
| 番号 | 作品名                                         | 放送開始 放送終了 | 制作会社 | 主演             | 原作                              | 脚本                                    | プロデュース               | 演出 監督                           | 備考                                               |
| ---- | ---------------------------------------------- | ----------------- | -------- | ---------------- | --------------------------------- | --------------------------------------- | -------------------------- | ----------------------------------- | -------------------------------------------------- |
| 43   | 三千円の使いかた                               | 1月7日 2月25日    | TP       | 葵わかな         | 原田ひ香                          | 嶋田うれ葉 鈴木裕那 青木江梨花          | 遠山圭介 雫石瑞穂 山本梨恵 | 村上牧人 室井岳人 柿原利幸 下向英輝 |                                                    |
| 44   | 自由な女神-バックステージ・イン・ニューヨーク- | 3月4日 3月25日    | KM       | 井桁弘恵         | オーツカヒロキ                    | 櫻井智也 下田悠子                       | 後藤勝利 齋藤寛朗          | 池田千尋                            |                                                    |
| 45   | グランマの憂鬱                                 | 4月8日 5月27日    | FC       | 萬田久子         | 高口里純                          | 森脇京子 阿久津朋子 遠山絵梨香 的場友見 | 中頭千廣 小林和紘 浅野澄美 | 岡野宏信 長尾楽 雨宮由依            |                                                    |
| 46   | テイオーの長い休日                             | 6月3日 7月29日    | HP CT    | 船越英一郎       |                                   | 入江信吾 川﨑いづみ 諸橋隼人            | 松本圭右 井上竜太          | 吉川鮎太 白川士                     |                                                    |
| 47   | ギフテッド（Season1）                          | 8月12日 10月1日   | WW TP    | 増田貴久（NEWS） | 天樹征丸（原作） 雨宮理真（漫画） | 三浦駿斗 ひかわかよ 木江恭              | 市野直親 青木泰憲          | 池澤辰也 下向英輝 室井岳人 横尾初喜 | 東海テレビとWOWOWの共同制作                        |
| 48   | あたりのキッチン!                              | 10月14日 12月23日 | KT       | 桜田ひより       | 白乃雪                            | 橋本夏 ニシオカ・ト・ニール             | 遠山圭介 貸川聡子          | 岩田和行 菊川誠 本間利幸            | 土ドラで初めて制作局の東海テレビが制作・著作になる |

#### 2024年
| 番号 | 作品名                                      | 放送開始 放送終了 | 制作会社 | 主演             | 原作                              | 脚本                   | プロデュース                 | 演出 監督                    | 備考                                              |
| ---- | ------------------------------------------- | ----------------- | -------- | ---------------- | --------------------------------- | ---------------------- | ---------------------------- | ---------------------------- | ------------------------------------------------- |
| 49   | おっさんのパンツがなんだっていいじゃないか! | 1月6日 3月16日    | IC       | 原田泰造         | 練馬ジム                          | 藤井清美               | 松本圭右 古林都子 渋谷未来   | 二宮崇 室井岳人 加治屋彰人   |                                                   |
| 50   | おいハンサム!!2                             | 4月6日 5月25日    | NB       | 吉田鋼太郎       | 伊藤理佐                          | 山口雅俊               | 山口雅俊 遠山圭介 清水拓哉   | 山口雅俊                     |                                                   |
| 51   | ギフテッド（Season2）                       | 6月8日 6月29日    | WW TP    | 増田貴久（NEWS） | 天樹征丸（原作） 雨宮理真（漫画） | 木江恭 継田淳 三浦駿斗 | 市野直親 青木泰憲            | 池澤辰也 室井岳人 最知由暁斗 | 東海テレビとWOWOWの共同制作 Season1は同枠にて放送 |
| 52   | 嗤う淑女                                    | 7月27日 9月21日   | KT       | 内田理央         | 中山七里                          | 泉澤陽子 継田淳        | 河角直樹 鵜澤龍臣 高橋眞智子 | 松木創 淵上正人 本間利幸     |                                                   |
| 53   | バントマン                                  | 10月12日 12月21日 | KF       | 鈴木伸之         |                                   | 矢島弘一               | 遠山圭介 馬場三輝            | 千葉行利 丸谷俊平            |                                                   |

#### 2025年
| 番号 | 作品名                                                                           | 放送開始 放送終了 | 制作会社 | 主演              | 原作             | 脚本                                     | プロデュース                                 | 演出 監督                               | 備考                                                       |
| ---- | -------------------------------------------------------------------------------- | ----------------- | -------- | ----------------- | ---------------- | ---------------------------------------- | -------------------------------------------- | --------------------------------------- | ---------------------------------------------------------- |
| 54   | 最高のオバハン中島ハルコ〜マダム・イン・ちょこっとだけバンコク〜 （第3シリーズ） | 1月4日 3月15日    | IC       | 大地真央          | 林真理子         | 西荻弓絵                                 | 松本圭右 中頭千廣 古林都子 矢ノ口真実 深澤知 | 渋谷未来 進藤丈広 保母海里風 加治屋彰人 |                                                            |
| 55   | 介護スナック ベルサイユ                                                          | 3月22日 29日      | -        | 尾碕真花          | 清水有生         | 清水有生                                 | 市野直親 鵜澤龍臣 河角直樹                   | 六車俊治                                | 2週連続で放送される特別企画 同枠初の東海テレビ完全自社制作 |
| 56   | ミッドナイト屋台〜ラ・ボンノォ〜                                                 | 4月12日 6月14日   | EF       | 神山智洋（WEST.） |                  | 吉高寿男 三谷伸太朗 A・ロックマン 木江恭 | 遠山圭介 小林有衣子 斎藤嘉久 江口きぬえ      | 清水康彦 草場尚也 大内田龍馬 山口龍大朗 |                                                            |
| 57   | 浅草ラスボスおばあちゃん                                                         | 7月5日 9月13日    | KT       | 梅沢富美男        | 元生茂樹（原案） | 政池洋佑 武井彩 川口清人                 | 鵜澤龍臣 森安彩 手銭陸                       | 村上正典 菊川誠 北坊信一                |                                                            |

### 当枠で放送されたその他の単発ドラマ
当枠を放送休止扱いとして、同一時間帯で放送された単発ドラマ作品。
| 作品名     | 放送日  | 制作会社 | 主演                 | 脚本                    | プロデュース                        | 演出           |        |
| 2019年     | 2019年  | 2019年   | 2019年               | 2019年                  | 2019年                              | 2019年         | 2019年 |
| ---------- | ------- | -------- | -------------------- | ----------------------- | ----------------------------------- | -------------- | ------ |
| 背徳の夜食 | 7月27日 | KT       | 橋本マナミ北村有起哉 | 田口佳弘 アベラヒデノブ | 吉見健士 横田誠 遠山圭介            | アベラヒデノブ |        |
| 背徳の夜食 | 9月29日 | KT       | 石川恋江上敬子       | 田口佳弘 アベラヒデノブ | 吉見健士 横田誠 遠山圭介            | アベラヒデノブ |        |
| 2020年     |         |          |                      |                         |                                     |                |        |
| B面女子    | 4月4日  | TP       | 森川葵               | 伴一彦 池田千尋         | 後藤勝利 沼田通嗣 齋藤寛朗 松本圭右 | 池田千尋       |        |

## 放送局・配信元
当番組は、フジテレビ系列フルネット全26局のみで同時ネットされているが、同系列のクロスネット局や同系列のない地域の放送局でも一部作品が番販にて遅れネットされているケースがある（後述）。
| 放送対象地域   | 放送局                    | 放送日時            | 備考       |
| -------------- | ------------------------- | ------------------- | ---------- |
| 中京広域圏     | 東海テレビ（THK）         | 土曜 23:40 - 翌0:35 | 制作局     |
| 北海道         | 北海道文化放送（uhb）     | 土曜 23:40 - 翌0:35 | 同時ネット |
| 岩手県         | 岩手めんこいテレビ（mit） | 土曜 23:40 - 翌0:35 | 同時ネット |
| 宮城県         | 仙台放送（OX）            | 土曜 23:40 - 翌0:35 | 同時ネット |
| 秋田県         | 秋田テレビ（AKT）         | 土曜 23:40 - 翌0:35 | 同時ネット |
| 山形県         | さくらんぼテレビ（SAY）   | 土曜 23:40 - 翌0:35 | 同時ネット |
| 福島県         | 福島テレビ（FTV）         | 土曜 23:40 - 翌0:35 | 同時ネット |
| 関東広域圏     | フジテレビ（CX）          | 土曜 23:40 - 翌0:35 | 同時ネット |
| 新潟県         | NST新潟総合テレビ（NST）  | 土曜 23:40 - 翌0:35 | 同時ネット |
| 長野県         | 長野放送（NBS）           | 土曜 23:40 - 翌0:35 | 同時ネット |
| 静岡県         | テレビ静岡（SUT）         | 土曜 23:40 - 翌0:35 | 同時ネット |
| 富山県         | 富山テレビ（BBT）         | 土曜 23:40 - 翌0:35 | 同時ネット |
| 石川県         | 石川テレビ（ITC）         | 土曜 23:40 - 翌0:35 | 同時ネット |
| 福井県         | 福井テレビ（FTB）         | 土曜 23:40 - 翌0:35 | 同時ネット |
| 近畿広域圏     | 関西テレビ（KTV）         | 土曜 23:40 - 翌0:35 | 同時ネット |
| 島根県・鳥取県 | さんいん中央テレビ（TSK） | 土曜 23:40 - 翌0:35 | 同時ネット |
| 岡山県・香川県 | 岡山放送（OHK）           | 土曜 23:40 - 翌0:35 | 同時ネット |
| 広島県         | テレビ新広島（tss）       | 土曜 23:40 - 翌0:35 | 同時ネット |
| 愛媛県         | テレビ愛媛（EBC）         | 土曜 23:40 - 翌0:35 | 同時ネット |
| 高知県         | 高知さんさんテレビ（KSS） | 土曜 23:40 - 翌0:35 | 同時ネット |
| 福岡県         | テレビ西日本（TNC）       | 土曜 23:40 - 翌0:35 | 同時ネット |
| 佐賀県         | サガテレビ（STS）         | 土曜 23:40 - 翌0:35 | 同時ネット |
| 長崎県         | テレビ長崎（KTN）         | 土曜 23:40 - 翌0:35 | 同時ネット |
| 熊本県         | テレビくまもと（TKU）     | 土曜 23:40 - 翌0:35 | 同時ネット |
| 鹿児島県       | 鹿児島テレビ（KTS）       | 土曜 23:40 - 翌0:35 | 同時ネット |
| 沖縄県         | 沖縄テレビ（OTV）         | 土曜 23:40 - 翌0:35 | 同時ネット |

一部作品を番販にて遅れネットで集中放送した実績のある局
- テレビ宮崎（UMK、宮崎県・フジテレビ系列、日本テレビ系列（NNS非加盟）、テレビ朝日系列）
- 青森テレビ（ATV、青森県・TBS系列）
- テレビ山口（tys、山口県・TBS系列）

### インターネット配信
最新回配信は東海テレビの放送日時基準のため、地上波放送の終了時刻が繰り下がった場合は、終了次第配信。
| 配信元            | 更新日時            | 配信期間            | 備考                 |
| ----------------- | ------------------- | ------------------- | -------------------- |
| FOD見逃し無料     | 日曜 0:35 更新      | 7日                 | 最新回限定で無料配信 |
| TVer              | 日曜 0:35 更新      | 7日                 | 最新回限定で無料配信 |
| FODプレミアム     | 各ドラマ過去放送分  | 各ドラマ過去放送分  | 有料見放題配信       |
| U-NEXT            | 各ドラマ過去放送分  | 各ドラマ過去放送分  | 有料見放題配信       |
| Paravi            | WOWOW共同制作分のみ | WOWOW共同制作分のみ | 有料見放題配信       |
| WOWOWオンデマンド | WOWOW共同制作分のみ | WOWOW共同制作分のみ |                      |

### 作品に関する備考
1. ↑  制作局に限り、『東海テレビ開局60周年記念』の冠タイトルが付く。
2. ↑  当初6月6日スタートで発表されたが、新型コロナウイルスの感染拡大にともない、3月末から撮影がストップしこの日程で放送された。
3. ↑  初の1クール。
4. ↑  2作品目（2作連続）の1クール作品
5. ↑  本作より枠名称が土ドラに改称。3作目の1クールであると共に、歴代最長の全11話を放送した。
6. ↑  WOWOW放送時は30分/回だったものを、2回分1セットの55分番組に再編集して放送
7. ↑  4作品目の1クール作品